# Tephritis heiseri
Tephritis heiseri
 es una especie de insecto díptero que Georg von Frauenfeld describió científicamente por primera vez en el año 1865.
Esta especie pertenece al género Tephritis de la familia Tephritidae.